# Linapacan
Linapacan è una municipalità di quinta classe delle Filippine, situata nella Provincia di Palawan, nella regione di Visayas Occidentale.
Linapacan è formata da 10 baranggay:
- Barangonan (Iloc)
- Cabunlawan
- Calibangbangan
- Decabaitot
- Maroyogroyog
- Nangalao
- New Culaylayan
- Pical
- San Miguel (Pob.)
- San Nicolas